# Ab epistulis
Ab epistulis è una locuzione latina che significa "Dalle lettere".
Può significare anche "che ha a che fare, che riguarda le lettere". In epoca imperiale rappresentò il segretario di stato dell'imperatore romano, addetto alla corrispondenza del princeps. Doveva avere certamente una particolare vocazione letteraria. Poteva esserlo ab epistulis Graecis oppure ab epistulis Latinis.
A titolo di esempio, si può ricordare la nomina di Svetonio come ab epistulis dell'imperatore Adriano.